# Münchner Kammerspiele

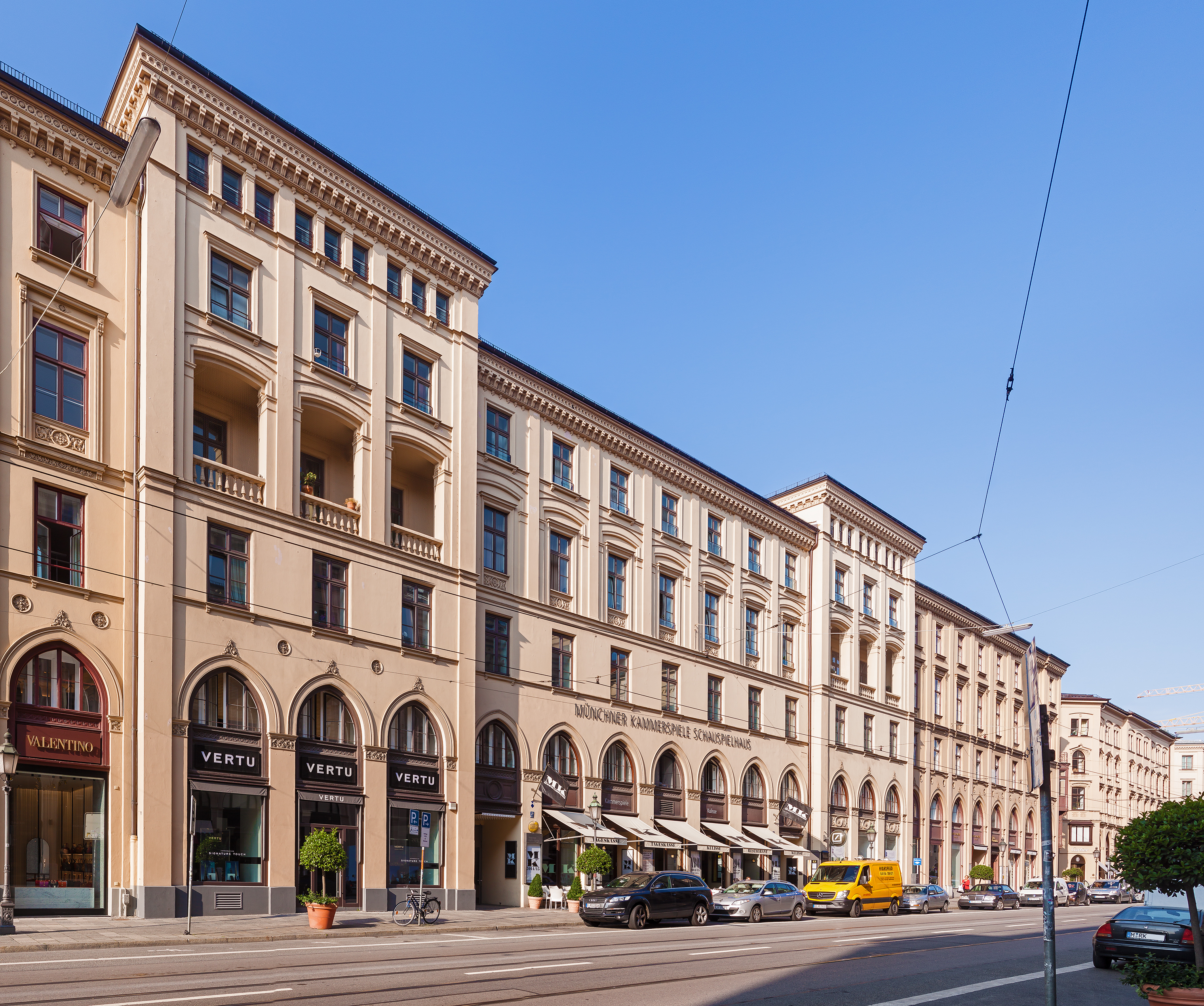
Münchner Kammerspiele, Maximilianstraße

Die Münchner Kammerspiele sind ein traditionsreiches, städtisches Theater in München.
1926 erfolgte der Umzug in das 1901 fertiggestellte Schauspielhaus in der Maximilianstraße 26 und 28 in München. Das Schauspielhaus wurde im Jugendstil errichtet und ist eine Zusammenarbeit des Architekten Max Littmann und des mit der Innenausstattung beauftragten Richard Riemerschmid.
Derzeit verfügen die Münchner Kammerspiele über drei Spielstätten: Die große Bühne des Schauspielhauses und zwei kleine Bühnen, der Werkraum in der Hildegardstraße sowie die Therese-Giehse-Halle im Probengebäude in der Falckenbergstraße (Bauzeit 1997–2001, Architekten Gustav Peichl, Stefan A. Schumer, Walter Achatz).

## Geschichte des Schauspielhauses
Bei dem Bau handelt es sich um einen privat erteilten Auftrag von Karl und Arthur Riemerschmid. Nach Abschluss der Bauarbeiten sollte das Schauspielhaus später an das gleichnamige Theaterunternehmen verpachtet werden.
Die Anfänge der Planung wurden 1899 an das Familienunternehmen Heilmann & Littmann vergeben. Es stand zu dieser Zeit unter der Leitung Jakob Heilmanns und seines Schwiegersohns Max Littmann, der den Rohbau des Theaters entwarf. Das erst in Aussicht gestellte Grundstück erwies sich allerdings als zu klein bzw. ungeeignet, woraufhin sich die Gebrüder Riemerschmid im Februar 1900 bereit erklärten, „im rückwärtigen Gartengelände ihrer Anwesen an der Maximilianstraße einen Theaterbau zu errichten und diesen langfristig an das „Schauspielhaus“ zu verpachten“. Hierfür verlangten sie aber die Versicherung, dass Richard Riemerschmid an Innenausstattung und Innenbau beteiligt werden solle. Ab Februar 1900 begannen die Planungen für das heutige Theater. Leider fehlten dem Schauspielhaus zu diesem Zeitpunkt neben dem Grundstück aber auch die finanziellen Mittel zum Bau, so dass die Familie Riemerschmid hier ebenfalls aushalf und die Kosten übernahm.
Nach zehnmonatiger Bauzeit wurde das Theater am 20. April 1901 mit Johannes, einer Tragödie von Hermann Sudermann, eröffnet. Die Hauptrolle dabei spielte Franz Herz. In der Folge war das Schauspielhaus an der Durchsetzung des Naturalismus in München maßgeblich beteiligt, widmete sich besonders dem modernen Drama und stand in Konkurrenz zum Königlichen Hofschauspiel. Das Theaterunternehmen des Schauspielhauses war 1897 gegründet worden, als sich das Deutsche Theater bald nach seiner Gründung zum Varietétheater wandelte, Teile seines Ensembles waren übernommen worden. Seit 1898 lag die Leitung in den Händen des Wieners Ignaz Georg Stollberg, der zuvor an der Freien Bühne gewirkt hatte. Er war einer der bekanntesten Münchner Theaterdirektoren. Seinem Wirken verdankt das Haus an der Maximilianstraße seinen Ruf als eine der wichtigsten und angesehensten Bühnen Deutschlands. Bleibende Verdienste erwarb sich Stollberg um die großen naturalistischen Dichter. Von August Strindberg, Gerhart Hauptmann, Frank Wedekind bis Leo Tolstoi fanden die Dramatiker jener Zeit durch die kluge und energische Vermittlung Stollbergs Eingang in München Theaterwelt.
Von 1919 bis 1925 wurde das Schauspielhaus von der Schauspielerin und Regisseurin Hermine Körner geleitet, die ein hervorragendes Ensemble aufbaute. 1919 führte Elisabeth Bergner Regie, die u. a. Kabale und Liebe und Der Kaufmann von Venedig aufführte, für die sie u. a. Alexander Granach besetzte.  1926, als die Kammerspiele unter Leitung von Otto Falckenberg in den Bau einzogen, war das Schauspielhaus allerdings bereits führungslos geworden.

## Beschreibung des Schauspielhauses

### Lage und Bedeutung
Das Schauspielhaus befindet sich zwischen der Falckenberg- (ehemals Herrnstraße), Stollberg-, Maximilian- und Hildegardsstraße und ist somit straßenseitig nicht einsehbar. Es erstreckt sich auf einem ca. 6800 m² großen Grundstück, und wurde mit Baukosten von 380.000 Mark dort errichtet.
Es zeichnet sich durch seine Innenhoflage aus, die sich eingegrenzt durch den Häuserblock, in die Gartenanlage einfügt. Diese Gartenanlage umfasst „zwei Tagwerk“ und ist heute mit Garderoben und Werkstätten zugebaut. Der Abstand zu den angrenzenden Wohnhäusern beträgt 25 m. Aufgrund seiner Lage wird es auch als „Gartenpavillon“ bezeichnet.
Das Schauspielhaus wird heute (neben Cottbus) als „einziges erhaltenes Jugendstiltheater Deutschlands“ beschrieben, das sich durch seine Innenhoflage auszeichnet und durch die Integration in die Front der Maximilianstraße von außen nicht einsehbar ist.

### Grundriss und äußere Erscheinung
Das Schauspielhaus steht im Typ eines eingeschossigen Rangtheater, das als „ein in Dimension und Raumform 'intimes' Schauspieltheater für max. 800 Besucher (verteilt auf Parkett und ein Ranggeschoß)“ beschrieben wird, „das der zeitgenössischen dramatischen Literatur und dem neuen naturalistischen Darstellungsstil einen entsprechenden Wirkungsraum schaffen sollte“. Zudem wird es in seiner Erscheinung als ein „bis in die Details geplantes Gesamtkunstwerk unter dem Einfluss Henry van de Veldes“ beschrieben.
Zur Erscheinung des Schauspielhauses wird noch erwähnt: „Die Umformung zu dem einzigartigen Raumkunstwerk des Jugendstils erfolgte erst in einem weiteren Schritt durch die Beteiligung Richard Riemerschmids. Ähnlich ist das Verhältnis zwischen konstruktiv-technischer Planung (Littmann) und dekorativer Gestaltung (Riemerschmid) in den Zuschauerraum umgebenden Räumen (Kassenvestibül, Parkett-Umgänge, Erfrischungsraum im Obergeschoss, seitliche Treppen); Littmann lässt in seiner eigenen Baubeschreibung gegenüber der Raumfassung durch Riemerschmid (plastisch modellierte Wand- und Deckengliederung und differenzierte Farbfassung) Distanz erkennen“ Da das Schauspielhaus für nicht mehr als 800 Zuschauer geplant war, wurden insgesamt nur 727 Plätze umgesetzt. Damit wurde es schon zu Gründungszeit zu den eher kleineren Theatern in München gezählt.
Vom Grundriss des Schauspielhauses sind heute keine Originalpläne mehr erhalten. Im Vergleich mit dem zeitgleich von Heilmann & Littmann errichteten Prinzregententheater ist der Grundriss der Kammerspiele wesentlich schlichter. Der Grundriss ist „überschaubar und eindeutig gegliedert“ und das Gebäude selbst ist ein „tiefrechteckiger Baukörper mit Vorhalle und seitlichen Risaliten“. Im Erdgeschoss befinden sich eine „querrechteckige Vorhalle“, eine Kassenhalle mit direktem Anschluss an die Garderobe und das Foyer, von dem aus man in den Zuschauerraum mit Sitzreihen und Bühne gelangt, die an ihren Seiten von weiteren Räumen eingerahmt wird.
Das zweite Geschoss ist durch Foyer und Auditorium in der Mitte mit den einrahmenden Garderoben dreigeteilt. Diese Dreiteilung ist aber nur im Querschnitt zu sehen. Der Grundriss wiederholt sich also in der „Raumaufteilung und Nutzung des Erdgeschosses“ im Bühnenbereich. So wird auch der „Klarheit der Funktion und des Ablaufs eines abendlichen Theaterrituals […] unbedingt Rechnung getragen“ was sich im Aufbau des Theaters widerspiegelt. Es ist ersichtlich, dass Richard Riemerschmid Einfluss auf den Entstehungsprozess und die Pläne des Theaters hatte: Innenraum, Bühnenbereich, Bühnenvorhang, Beleuchtungstechnik, die Bestuhlung aus Holz in parallel verlaufender Wellenform – ausgeführt von der Fa. Gebrüder Thonet in Frankenberg, Hessen – stellen augenscheinlich Elemente einer Unterwasserwelt dar, die durch das Vorbild des Empfangsraums des Hof-Ateliers Elvira in der Von-der-Tann-Str. 15 nach Entwurf des Architekten August Endell inspiriert wurden.
Die Front der gesamten Maximilianstraße wird als eine von Friedrich Bürklein englisch-gotisch entworfene Einheit beschrieben, die ohne Schmuck auskommt. Diese „bescheidene und unauffällige äußere Form“, zeigt sich auch dadurch, dass kein repräsentativer Eingang vorhanden ist. Auf diesen konnte verzichtet werden, sodass nur zwei passagenartige Durchgänge das Theater mit der Maximilianstraße verbinden. Der Außenbau zeigt sich, wie schon beschrieben, in Einfachheit und Konzentration auf die Funktion des Gebäudes, sodass auf eine aufwendige Fassadengestaltung verzichtet wurde. Lediglich zurückhaltende Ornamentik, die auf Riemerschmid zurückgeht, ist zu sehen. An der Westfassade vollziehen die Fenster im Bereich des Treppenhauses die Aufwärtsbewegung der Treppe nach und zeigen sich damit in einfacher Gestaltung. Zudem befinden sich zwei Ausgänge an den Querseiten des Theaters, die zum Innenhof führen. Zur dezenten Gestaltung des Innenhofs erwähnt Riemerschmid mit Nachdruck, dass hierbei der Besuch des Theaters und der damit verbundene eigene Eindruck der Gestaltung der Außenfassade vorgehe. Die zur Gartenseite gelegenen Fenster und Türen der Fassade waren ehemals „stark durchgrünt“ was dem Schauspielhaus wiederum den „Charakter eines Gartenhauses“ zugesprochen hat. Die ornamentale Verzierung an den Fenstern und auch die Formen der Fenster und Türen selbst sprechen „Riemerschmids Sprache“.

### Ausstattung
Innerhalb der Kammerspiele spiegeln Farben und Formen „den Aufbruchswillen der jungen Münchner Künstler zu Beginn des 20. Jahrhunderts“ wider. Es werden hier neue Ausdrucksmittel und Formen, anstelle historischer Vorbilder, in der Ausstattung verwendet. Riemerschmid wählte die „reduzierte Ausdrucksweise des Münchner Jugendstil“ und legt Wert auf Funktion, Handwerk und Konstruktion. Im selben Zug wird darauf hingewiesen, dass stets die finanzielle Lage des Theaters in Bau und Ausstattung berücksichtigt werden muss.

#### Erdgeschoss

Grundriss des Erdgeschosses der Münchner Kammerspiele

Zwei Zugänge im Erdgeschoss führen als breite Korridore durch die Häuser der Maximilianstraße 26 und 28 in die Kassenhalle. Um dorthin zu gelangen, durchschreitet man den Eingang mit seiner zweiflügeligen Tür, die die Offenlegung der Konstruktionen, wie es Riemerschmids Wille war, spiegelt.
Die Eingangsflure sind mit Stuckleisten und herzförmiger Blattornamentik über den farblich abgesetzten Sockeln der Gänge ausgestattet. An der nördlichen Längswand befindet sich die Kasse, neben der sich rechts und links die zwei Zugänge in das untere Foyer und zu den Garderoben befinden. Über dem Kassenhäuschen, in der heute nicht mehr erhaltenen Kassenhalle, befanden sich, neben dem herzförmig stilisierten Blattwerk an den Wänden, direktes Oberlicht, das besonders den Bezug zur Natur herstellen sollte und zweitrangig als reine Lichtquelle diente. Die Decke der Halle war kassettiert und ebenfalls mit Blattornamentik in Rot verziert. Blütenförmige Leuchten aus Glas hingen an geschwungenen Lampenarmen neben dem Kassenhäuschen. Rechts und links neben dem Häuschen führen zwei, den Eingängen identische, Türen in das untere Foyer.
Die farbliche Gestaltung des Foyers ist, im Gegensatz zum Rot der Kassenhalle, in Graublau gehalten. Im Foyer finden sich zwei Eingänge zum Parkett, die ebenfalls den äußeren Eingangs- und den Zugangstüren nachempfunden sind. Pflanzenähnliche Arbeiten aus Stuck über den Türen setzen sich farblich ab und scharfe Kanten und Ecken werden durch die Abrundungen der Türblöcke vermieden. Zudem wird die Längsausdehnung des Foyers durch Beleuchtung in der herzförmigen Ornamentik betont. Diese Ornamentik findet sich auch kreisförmig an der Decke, die in verschiedenen Blautönen ausgestaltet ist. Die hellblaue Decke und die hellgrün gestrichenen Wände passen damit zu den leicht violett gefärbten Vorhängen der Garderoben.
Zwei identisch gestaltete Garderobenräume liegen am Ende des Foyers. Sie sind durch, mit Messing verkleidete, Pfeiler und Bögen unterteilt und heben die Leichtigkeit des Raumes hervor. Die Nischen selbst wurden aus leichtem Material gefertigt. Von hier aus gelangt man durch zwischen den Nischen gelegene Türen ins Freie. An der Wand der Garderobennischen wiederholen die darin eingelassenen Fenster die Form, die sich in der arkadisch geöffneten Erscheinung der Garderobe findet. Der Bezug zur Gestaltung der Decke des oberen Foyers und der Kassenhalle findet sich auch an dieser Decke, die mit „aufliegende[n] abstrahierten florale[n] Stuckarmen“ verziert ist. Innerhalb dieser Stuckverzierung ist die Beleuchtung untergebracht, die sich aus einzelnen Glühbirnen zusammensetzt. Betonung erhalten diese Glühbirnen durch rote, herzförmige Blätter, die sich an Ästen in zartem Blau befinden.
Beide Garderobengänge und das Foyer legen sich U-förmig um den Zuschauerraum, über dem sich die Belüftungsanlagen befinden. Auch der nur über der Hauptbühne zweigeschossige Bühnenturm mit dem Schnürboden war dort untergebracht. Die vorhandenen Höhenunterschiede werden durch Rampen überwunden und bieten so Zugang zu den heute 727 vorhandenen Plätzen. Der Zuschauerraum des Schauspielhauses wurde als „intimer Zuschauerraum in gerundeter Raumschale mit leicht ansteigendem Parkett, u-förmiger Ranggalerie, rückwärtige Bogenfolge mit Logen“ und „Zweigeschossige[m] Proszenium mit Logen“ rechteckig ummantelt erbaut. Der möglichst enge Kontakt zwischen Bühne und Zuschauer wurde in der Planung gewünscht und erreicht.
Das Auditorium ist von der Garderobe aus durch drei Zugänge erreichbar. Auch vom Foyer aus gelangt man durch zwei Zugänge hinein. Es unterscheidet sich auf den ersten Blick von den restlichen Räumen des Theaters, bindet sich aber mit einer „eigenen Sprache“ ein. Die Decke ist in hellem Grün gehalten und hat eine von dreien als „bootförmig“ beschriebene Vertiefungen mit einzelnen heraushängenden Lampen. „Eine reich durchbrochene, plastisch gestaltete Flachdecke“ ist in diesem Bereich des Theaters zu finden. Bei der Wahl der Form der ornamentalen Kassettierung dieser Decke spielte besonders die Akustik eine Rolle. Diese Ornamentik zieht sich einem „Himmelsgewölbe gleich“ über die Decke und breitet sich ohne rechten Winkel bis in die senkrechte Wand weiter aus. Der Standpunkt des Betrachters hat auf die Beleuchtung unterschiedliche Wirkungen, so dass die sternengleichen Lampen ihre Erscheinungsform je nach Standpunkt verändern und eine „optimale Beleuchtung“ bieten. Im Parterre jedoch ist ein fast völliger Verzicht auf ornamentale Verzierung zu bemerken. Hier beschränkt sich die Gestaltung auf die Wände, die über ihre gesamte Höhe in Rot gestrichen sind. Das stufenlose Parkett des Auditoriums weist eine leichte Steigung im Längsschnitt auf und ermöglicht den Zuschauern somit von allen Plätzen aus einen guten Blick auf die Bühne und damit einhergehend auch „die Fokussierung auf die Bühne wie sie das Theater der Jahrhundertwende erforderte“
Die Bühne hat ihren Platz im Bühnenhaus, das durch die breit gelagerte Vorderbühne und eine kleinere Hinterbühne geteilt wird. „Der Riegel des Bühnenhauses schließt das Gebäude ab“ und auch dessen Anlage ist von Interesse, denn sie „erfolgte in reicherer Form, als sie von dem ursprünglichen Repertoire des Schauspielhauses benötigt wurde“. Die Hauptbühne hat eine Breite von 19 m und eine Tiefe von 8 m, während die Hinterbühne und die Portalöffnung jeweils Maße von 13 × 9 m und 9,1 × 5,7 m haben. Die Bühneneinrichtung ist im Sinne der „Anforderungen des modernen Dramas“ einfach gehalten. Herausstechend ist hier der massive Bühnenrahmen, der fast schmucklos auftritt. Dieser Rahmen ist konkav gewölbt und zeigt die Form eines „stilisierten Gezweiges“ vor goldenem Grund, dessen „solide Erscheinungsform“ nach oben hin allerdings „[von] stilisiertem Gezweig aufgebrochen [wird]“. Ein goldener Reif fasst diese an beiden Seiten zusammen. Der Theatervorhang ist mit abstrakten Blütendolden verziert und wurde von Margarethe von Brauchitsch gefertigt.
Einzelne Garderoben für die Schauspieler sowie Räume für Requisiten und Kulissen liegen rechts und links neben der Bühne, während sich vor der Bühne die Proszeniumslogen befinden. Diese Proszeniumslogen sind in beiden Geschossen auf ausdrücklichen Wunsch des Direktors angelegt worden und durch einen „eigenen kleinen Vorraum [erreichbar]“. Ihre ovale Form „korrespondiert“ mit der „geschwungenen Form des Balkons und der Sitzreihe“.

#### Obergeschoss

Grundriss des Obergeschosses der Münchner Kammerspiele

Im Obergeschoss des Schauspielhauses befinden sich ein zweites Foyer, zwei Garderobenräume und die Logen sowie zwei Balkone. Ein Bereich, der sich ein Stockwerk über der Kassenhalle befindet, wird als „Terrasse“ bezeichnet, kann aber durch keine Tür erreicht werden.
Ein von einem Flachbogen überfangener Treppenaufgang führt in das obere Foyer im ersten Stock des Theaters. Hier wurde „zurückhaltende Stuckornamentik“ verwendet, die sich aus den Formen der Türen zum Zuschauerraum entwickelte. Die langgestreckte Form des Foyers wird durch ein abgeflachtes Netzgewölbe betont. Das Muster dieses Netzgewölbes besteht aus ausgekehlten Rippen, die von graublauen Stuckstreben getragen werden. Diese Streben laufen in Blütenform aus, die durch die Beleuchtung noch einmal „besonders betont“ werden. Die Blütenschäfte stehen leicht von der Decke ab und erzeugen so den „Eindruck von Beweglichkeit“ Spiegel in „hochrechteckiger-, herz- und halbkreisform“ öffnen die Wand, während Ahorntüren mit flachem Boden und ornamentalgeformten Scharnieren in die Logen führen. Es ist auch ein immer noch vorhandener Bezug zur „Formsprache“ der unteren Räume zu erkennen, obwohl diese hier „vielfältiger und differenzierter“ geschieht. In der farbigen Gestaltung des oberen Foyers findet sich eine veränderte Farbpalette. Gelb dominiert nun neben verschiedenen Grautönen. An das obere Foyer schließen Garderoben an, die heute nur noch teilweise erhalten sind. Lediglich die westliche Tür befindet sich noch im Originalzustand und lässt vermuten, dass ursprünglich beide dieselbe Gestaltung gehabt haben könnten. Eine in Rundbögen geöffnete Wand des Foyers bietet den Garderobennischen Platz. Mit Vorhängen können die Garderoben geöffnet oder geschlossen werden. Sie vereinen zudem Elemente beider Etagen in sich, was sich in der gelben und lindgrünen Farbe des Kreisornaments an der Decke zeigt. Die Form des Ornaments kommt hierbei aus dem unteren Foyer, während die Farbigkeit aus dem Oberen übernommen wurde.
Durch zwei Zugänge in den Garderoben ist der Balkon erreichbar, der durch eine, mit wellenähnlichen Bewegungen, verzierte Brüstung abgeschlossen ist. Diese Brüstung ist aus Zink gearbeitet und zeigt sich als verflochtenes goldenes Gitter. Dieses Wellenthema ist auch unter dem Balkon zu finden.
Die Logen befinden sich an der Stirnseite. In diesen Bereich gelangt man durch sieben Türen im Foyer. Insgesamt gibt es neun Logen, in die man durch den rückwärtigen Teil des Foyers des ersten Ranges aus gelangen kann. Sie haben eine ovale Grundform, die unter Umständen auf Riemerschmid zurückgeht. Damit sind sie die einzigen nicht rechteckigen Formen im Grundriss. Sie bilden außerdem die Ergänzung zu den Stuhlreihen im Parkett, die mit leichten Rundungen angebracht sind. Die Logen, „die mit ihrer gekrümmten[,] von hohen Bogen durchbrochenen[,] Vorderwand einen rückwärtigen Saalabschluss bilden“, lassen den Raum, wie sich Max Littmann geäußert haben soll, „kleiner, als er wirklich ist, erscheinen“. An der Stirnseite sind drei der neun Logen durch mit Messing verkleidete, „schlanke Säulen“ getrennt, aus denen sich ein Arkadenmotiv ergibt, das sich aber durch die „Überhöhung des Bogens über der mittleren Loge auflockert“. Farblich ist dieser Bereich durch seine nur zur Hälfte rotgestrichenen Wände abgesetzt. Die Wandfläche zwischen den Bögen ist zusätzlich mit stilisierten, zart aufgemalten Blumen mit blauem Stängel, „die aus den Säulen zu wachsen scheinen“ verziert. Der Rotton der Blüten hellt sich nach oben hin auf.

### Umbaumaßnahmen und Veränderungen
Im Laufe der Geschichte des Schauspielhauses wurden aus verschiedenen Anlässen heraus einige Umbaumaßnahmen und Veränderungen vorgenommen. Die ersten dieser Umbaumaßnahmen begannen 1913 und beschränkten sich auf technische Neuerungen im Bereich hinter der Bühne sowie dem Hinzufügen von mehr Garderobenräumen im zweiten Obergeschoss. Schon fünf Jahre später, 1918, wurden unter der Direktorin Hermine Hörners barocke Elemente in das Erscheinungsbild des Theaters eingefügt. Zwischen 1919 und 1925 wurde die Bühnentechnik modernisiert. Unter Otto Falckenberg werden schon ein Jahr nach Abschluss der letzten Arbeiten 1926 weitere bauliche Veränderungen vorgenommen, die die Reduzierung der Jugendstilornamentik, eine Auswechslung der Thonet-Bestuhlung sowie die Verkleinerung der Proszeniumslogen als Teil der Neuerungen zur Folge haben.
1934 werden weitere detaillierte Planungen mit „empfindlichen Einschnitten in das ursprüngliche Konzept des Schauspielhauses“ in Erwägung gezogen, was ebenfalls noch unter Otto Falckenberg geschah, da für ihn sowohl die „'Uneinheitlichkeit (Unruhe) der Farben und des ornamentalen Beiwerks'“ störend waren. Damit entsprachen sie nicht seiner Auffassung eines versammelnden und beruhigenden Raumes. Mit den Änderungen sollte der Münchner Architekt Fritz Zimmer beauftragt werden, seine Pläne wurden jedoch „von Fachleuten attackiert“. Selbst Richard Riemerschmid meldete sich zu Wort und wandte sich gegen die geplanten Maßnahmen, so dass ihm „weitreichende Kompetenzen“ übertragen wurden, während ein Teil an Fritz Zimmer ging.
Im Zweiten Weltkrieg verursachten 1944 Bombeneinschläge schwere Schäden im Bühnenbereich. Noch im selben Jahr konnten Techniker und Schauspieler das Zuschauergebäude retten, das Bühnenhaus jedoch brannte aus und wurde erst nach Kriegsende wiederhergestellt. Während des Krieges nutzten amerikanische Besatzungstruppen das Theater kurzzeitig als Kino und erst 1945 wurden erste Bemühungen unternommen, das Schauspielhaus wieder in seine originalgetreue Form zurückzuversetzen. Aufgrund von Materialmangel war es nicht möglich, alle notwendigen Bauarbeiten auszuführen, sodass nur ein Bruchteil repariert werden konnte. Sechs Jahre später, 1951, kam es zu ersten Restaurierungsarbeiten, deren Ziel es war, sich an dem Originalzustand von 1901 zu orientieren. Im Jahr 1954 wurde Caspar Neher Direktor der Kammerspiele und 1961 kam es dann zur Eröffnung des 1983 noch einmal umgebauten Werkraumtheaters als zweite, kleinere Spielstätte. Das Schauspielhaus wurde 1971 unter der Leitung von Reinhard Riemerschmid erstmals gründlich renoviert. Unter ihm war es möglich, das Theater „nahezu unverändert“ an seinen Zustand 1901 zurückzuversetzen. Einzig bei den Belüftungsanlagen sowie dem Farbkonzept gab es weitere Zugeständnisse. Im Jahr 2000 wurde mit einer erneuten Generalinstandsetzung des Hauses begonnen, so dass im Februar 2003 die bisher letzten Restaurierungen abgeschlossen waren. Bis auf die Kassenhalle kann der Zustand des Theaters nun als an den Originalzustand von 1901 angenähert bezeichnet werden. Im März 2003 konnte der Spielbetrieb dort wieder aufgenommen werden. 1946 wurde die dem Haus angegliederte Schauspielschule (Otto-Falckenberg-Schule) gegründet.
Als Reaktion auf den Corona-Lockdown entwickelten die Kammerspiele im November 2020 das Projekt einer vierten Spielstätte namens Habibi-Kiosk, das ab 2021 auf fünf Jahre angelegt ist. Es wurde am 2. Februar 2021 eröffnet. Immer mittwochs soll in diesem Ort der Vielfalt und Begegnung in Kooperation mit dem Goethe-Institut Programm stattfinden: Ausstellungen, Konzerte, DJ-Sessions, Talkrunden und Performances. Alle 14 Tage freitags senden zwei der Verantwortlichen zudem unter „Radio Habibi“ jeweils vier Stunden lang im Internet- und Lokalradio.

## Geschichte der Kammerspiele

### Kammerspiele in der Augustenstraße
1906 wurde das Varietétheater „Universum“ in der Augustenstraße 89 zum „Münchner Lustspielhaus“ umfirmiert. Die Augustenstraße 89 war ursprünglich ein großbürgerliches Wohnhaus gewesen. Erdgeschoss und erster Stock waren dann aber zu Kassenhalle, Foyer und Balkon umgebaut worden, Zuschauerraum für 500 Besucher und die Bühne fanden Platz in einem Anbau zum Hof hin.
Als das Theater 1910 schließen musste, kauften die Industrie-Werke München-Nord das Haus und verpachteten es an den Anwalt, Journalisten und Theaterunternehmer Eugen Robert. In Anlehnung an den Wiener Wurstelprater hieß das Haus ab 1911 nun „Zum Großen Wurstel“. Der Einakter „Varieté“ eröffnete die neue Bühne, aber sein Autor Heinrich Mann hatte sich wegen des Namens anfangs sogar gerichtlich dagegen gewehrt. Nachdem das Theater für kurze Zeit wieder „Lustspielhaus“ hieß wurden die „Münchner Kammerspiele“ am 1. Juni 1912 offiziell ins Leben gerufen worden, und die erste Inszenierung war ein expressionistisches Stationenstück von Leonid Nikolajewitsch Andrejew mit dem Titel „Das Leben des Menschen“. Von August 1912 an arbeitete Hugo Ball als Dramaturg an der Augustenstraße. Schon ein halbes Jahr nach der Spielzeiteröffnung mit dem „Leben des Menschen“ war die Intendanz von Eugen Robert im April 1913 wieder zu Ende. Und das trotz eines weiteren Skandalerfolgs, der Uraufführung von Frank Wedekinds Stück „Franziska“.
Das Haus kaufte damals die neu gegründete Münchner Theatergesellschaft. Die Kammerspiele wurden 1913 dann als privat betriebenes Theater unter dem Direktor Erich Ziegel wieder weitergeführt. 1914 hatte die erste Inszenierung von Otto Falckenberg ihre Premiere an der Augustenstraße: „Ein deutsches Weihnachtsspiel“. Hermann Sinsheimer leitete das Haus von 1916 bis 1917. 1917 übernahm Otto Falckenberg das Haus.
Unter ihm wurden die Kammerspiele endgültig zu einem der renommiertesten deutschsprachigen Sprechtheater. 1922 durfte Bertolt Brecht dort „Trommeln in der Nacht“ inszenieren, das für ihn der Durchbruch war und ihm den renommierten Kleist-Preis einbrachte. Auch Arnolt Bronnens „Vatermord“ wurde hier uraufgeführt. 1925 holte die damalige Direktorin der Kammerspiele Hermine Körner den Schauspieler Heinz Rühmann ans Theater.

### Kammerspiele im Schauspielhaus
1926 erfolgte der Umzug in das 1901 fertiggestellte Schauspielhaus in der Maximilianstraße 26 und 28.
Dem Ensemble gehörten Schauspieler wie Elisabeth Bergner, Elisabeth Flickenschildt, Therese Giehse, Marianne Hoppe, Ernst Ginsberg, O. E. Hasse und Heinz Rühmann, Sibylle Binder, Hans Schweikart und Max Schreck an. Bert Brechts Stücke waren weiterhin große Erfolge, auch Karl Valentin und Liesl Karlstadt spielten an den Kammerspielen ihre Programme.
1933 wurden die Kammerspiele ein Städtisches Theater. Als Fachakademie für Darstellende Kunst der Landeshauptstadt München ist die Otto-Falckenberg-Schule seit 1946 den Kammerspielen angegliedert.
Die Zeit nach 1945 war geprägt von den Intendanten Erich Engel (1945–1947), Hans Schweikart (1947–1963) und August Everding (1963–1973). Ab 1973 folgten Hans-Reinhard Müller (1973–1983) und Dieter Dorn (1983–2001). Nach dem Zweiten Weltkrieg wurde das Programm des Hauses nicht nur gekennzeichnet durch die Arbeiten des Intendanten Erich Engel, sondern bald auch durch die Inszenierungen von Bruno Hübner und Axel von Ambesser (letzterer begann seine sehr erfolgreiche Regiekarriere an diesem Haus), später kam dazu der Regisseur und Schauspieler Fritz Kortner, der aus dem Exil zurückgekehrt war. In den 1960er Jahren inszenierte der damalige Regieassistent der Kammerspiele Peter Stein zum ersten Mal eigenverantwortlich. In den 1970er Jahren prägten die Arbeiten des Dramatikers Franz Xaver Kroetz und die Theaterfantasien von Robert Wilson das Theater. In den 1980er Jahren schuf George Tabori herausragende Inszenierungen. Auch heute zählt das Theater zu den besten deutschen Sprechbühnen und konnte zahlreiche Preise und Auszeichnungen entgegennehmen.
Nach Frank Baumbauer (2001–2009) folgte eine Spielzeit ohne Intendant, in welcher das Haus durch ein Direktorium geführt wurde. Von 2010 bis 2015 leitete Johan Simons das Theater. Ab der Saison 2015/2016 war Matthias Lilienthal Intendant. Am 19. März 2018 gab Lilienthal bekannt, dass er die Münchner Kammerspiele nach der Spielzeit 2019/20, zum Ende seiner Vertragslaufzeit, verlassen werde. Der fehlende Rückhalt in der Münchener Kulturpolitik wurde bereits zwei Wochen zuvor publik, da sich die CSU-Fraktion gegen eine Vertragsverlängerung ausgesprochen hatte. Der Stadtrat bestimmte Barbara Mundel im Oktober 2018 zu seiner Nachfolgerin ab der Spielzeit 2020/21.

### Auszeichnungen und Ehrungen
2002 wurden die Kammerspiele erstmals mit der Produktion Alkestis für den Nestroy-Theaterpreis nominiert und erhielten einen Preis für die beste deutschsprachige Aufführung von Elfriede Jelineks Rechnitz (Der Würgeengel). 2005 gewann es beim Berliner Theatertreffen mit Die Nibelungen in der Regie von Andreas Kriegenburg den begehrten Preis für die beste Inszenierung. 2007 wurde es mit Andreas Kriegenburgs „Drei Schwestern“ eingeladen. 2008 wurde das Theater mit dem Deutschen Kritikerpreis ausgezeichnet. 2009 wurden die Kammerspiele vom Magazin Theater heute und einer Jury aus 41 Theaterkritikern zum Theater des Jahres gekürt sowie für das beste Bühnenbild von Regisseur Andreas Kriegenburg, der für das Stück Prozess von Franz Kafka ein bewegliches Auge entworfen hatte, ausgezeichnet. 2010 wurde das Vermittlungsprojekt „Hauptschule der Freiheit“ mit dem BKM-Preis Kulturelle Bildung ausgezeichnet.
2013 erhielten die Kammerspiele eine bislang einmalige Häufung von Auszeichnungen von Theater heute und der Kritikerjury. Sie wurden Theater des Jahres, Sandra Hüller und Steven Scharf wurden die besten Schauspieler, Risto Kübar der beste Nachwuchsschauspieler. Zudem lag der Münchner Orpheus steigt herab in der Inszenierung von Sebastian Nübling gemeinsam mit drei weiteren Stücken auf dem geteilten Ersten Platz der Inszenierungen.
Auch 2019 und 2020 wurden die Kammerspiele zum Theater des Jahres gekürt und die Inszenierung des Jahres 2019 ging an die Maximiliansstraße für Christopher Rüpings zehnstündiges Antikenprojekt „Dionysos Stadt“. Nils Kahnwald wurde Schauspieler des Jahres und Gro Swantje Kohlhof Nachwuchsschauspielerin des Jahres. Auch das Bühnenbild des Jahres wurde an den Kammerspielen geschaffen, Lena Newton wurde für ihre Arbeit für Susanne Kennedys „Drei Schwestern“ geehrt. Die Auszeichnung gilt auch als „vorgezogenes Abschiedsgeschenk“ an Intendant Lilienthal und Anerkennung seiner vom Stadtrat nicht gewürdigten Arbeit.